# John Cushnahan
John Cushnahan (n. 23 iulie 1948, Belfast, Irlanda de Nord, Regatul Unit) este un om politic irlandez, membru al Parlamentului European în perioada 1999-2004 din partea Irlandei.